# Нобэока (княжество)

Мон рода Арима

Мон рода Миура

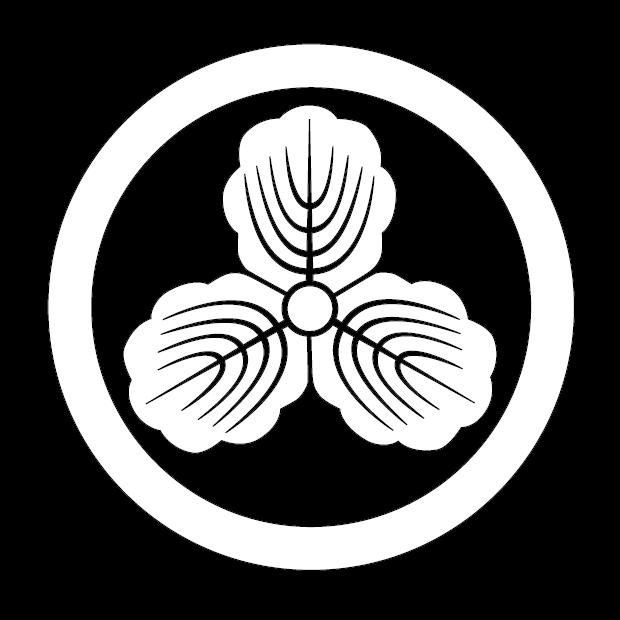
Мон рода Макино

Мон рода Найто

Княжество Нобэока (яп. 延岡藩 Нобэока-хан) — феодальное княжество (хан) в Японии периода Эдо (1587—1871). Нобэока-хан располагался в провинции Хюга (современная префектура Миядзаки) на острове Кюсю.

## Краткая история
Административный центр: замок Нобеока, город Нобеока (современный город Миядзаки префектуры Миядзаки).
Другое название княжества: Агата-хан (縣藩, 県藩).
Доход хана:
- 1587—1613 годы: 50 000 коку риса
- 1614—1691 годы: 53 000 коку
- 1692—1712 годы: 23 000 коку риса
- 1712—1747 годы: 80 000 коку
- 1747—1871 годы: 70 000 коку риса.

С 1587 по 1613 год княжеством Нобэока управлял род Такахаси, который принадлежал к тодзама-даймё и имел статус правителя замка (城主). Первым правителем княжества был Такахаси Мототанэ (1571—1614). Он был сыном Акидзуки Танедзане (1548—1596) из провинции Хюга.
В 1614 году Нобэока-хан был передан Арима Наодзуми (1586—1641), который ранее был 2-м даймё Симабара-хана (1612—1614) в провинции Хидзэн. Род Арима принадлежал к тодзама-даймё и имел статус правителя замка (城主). В 1641 году Наодзуми наследовал его старший сын, Арима Ясудзуми (1613—1692), 2-й даймё Нобэока-хана (164—1679). 3-м даймё Нобэока-хана из клана Арима был его старший сын, Киёмидзу (1679—1692). В 1692 году он был переведён в Итоигава-хан (провинция Этиго).
В 1692—1712 годах княжеством управлял род Миура, который принадлежал к фудай-даймё и имел статус правителя замка (城主). Главы рода имели право присутствовать в гусином зале сёгуна. В 1692 году в Нобэоку был переведён Миура Акихиро (1658—1725), который ранее владел Мибу-ханом в провинции Симоцукэ (1682—1692). В 1712 году Миура Акихиро был переведён в Кария-хан в провинции Микава (1712—1724).
В 1712—1747 годах Нобэока-ханом управлял род Макино, который принадлежал к фудай-даймё и имел статус правителя замка (城主). Главы рода имели право присутствовать в гусином зале сёгуна. В 1712 году в Нобэоку был переведён Макино Наринака (1699—1719), который ранее владел доменом Ёсида-хан в провинции Микава (1707—1712). Ему наследовал его двоюродный брат, Макино Садамити (1707—1749), который стал 2-м даймё Нобэока-хана (1712—1747), сосидаем Киото (1742—1749) и 1-м даймё Касама-хана (1747—1749).
В 1747—1871 годах княжеством владел род Найто, который был переведён из Ивакитайра-хана в провинции Муцу. Род Найто принадлежал к фудай-даймё и имел статус правителя замка (城主). Главы рода имели право присутствовать в зале императорского зеркала сёгуна. Первым даймё из рода Найто стал Найто Масаки (1706—1766), 6-й даймё Ивакитайра-хана (1718—1747). Его потомки управляли княжеством вплоть до 1871 года.
В 1871 году после административно-политической реформы Нобэока-хан был ликвидирован. Территория княжества была включена в состав префектуры Миядзаки.

## Правители Нобэока-хана
| № | Имя и годы жизни              | Имя и годы жизни | Годы правления | Ранг, титул        | Примечания                    |
| - | ----------------------------- | ---------------- | -------------- | ------------------ | ----------------------------- |
| 1 | Такахаси Мототанэ (1571—1614) | 高橋元種         | 1587-1613      | 従五位下、右近大夫 | Второй сын Акидзуки Танедзане |

| № | Имя и годы жизни           | Имя и годы жизни | Годы правления | Ранг, титул       | Примечания                             |
| - | -------------------------- | ---------------- | -------------- | ----------------- | -------------------------------------- |
| 1 | Арима Наодзуми (1586—1641) | 有馬直純         | 1612 — 1614    | 従五位下 左衛門佐 | Старший сын Аримы Харунобу (1567—1612) |
| 2 | Арима Ясумидзу (1613—1692) | 有馬康純         | 1641 — 1679    | 従五位下 左衛門佐 | Старший сын Аримы Наодзуми             |
| 3 | Арима Киёмидзу (1644—1703) | 有馬清純         | 1679 — 1692    | 従五位下 左衛門佐 | Старший сын Аримы Ясумидзу             |

| № | Имя и годы жизни          | Имя и годы жизни | Годы правления | Ранг, титул     | Примечания                            |
| - | ------------------------- | ---------------- | -------------- | --------------- | ------------------------------------- |
| 1 | Миура Акихиро (1658—1725) | 三浦明敬         | 1692 — 1712    | 従五位下 壱岐守 | Старший сын Миуры Ясуцугу (1633—1682) |

| № | Имя и годы жизни            | Имя и годы жизни | Годы правления | Ранг, титул                     | Примечания                              |
| - | --------------------------- | ---------------- | -------------- | ------------------------------- | --------------------------------------- |
| 1 | Макино Наринака (1699—1719) | 牧野成央         | 1712 — 1719    | 従五位下 備後守                 | Старший сын Макино Нарихару (1682—1707) |
| 2 | Макино Садамити (1707—1749) | 牧野貞通         | 1719 — 1747    | 従四位下 備後守 侍従 京都所司代 | Третий сын Макино Нарисады              |

| № | Имя и годы жизни           | Имя и годы жизни | Годы правления | Ранг, титул     | Примечания                           |
| - | -------------------------- | ---------------- | -------------- | --------------- | ------------------------------------ |
| 1 | Найто Масаки (1706—1766)   | 内藤政樹         | 1747 — 1756    | 従五位下 備後守 | Старший сын Найто Ёсихидэ            |
| 2 | Найто Масааки (1739—1781)  | 内藤政陽         | 1756 — 1770    | 従五位下 能登守 | Второй сын Найто Масасто (1713—1746) |
| 3 | Найто Масанори (1752—1805) | 内藤政脩         | 1770 — 1790    | 従五位下 備後守 | Четырнадцатый сын Токугавы Мунэкацу  |
| 4 | Найто Масацугу (1776—1802) | 内藤政韶         | 1790 — 1802    | 従五位下 能登守 | Старший сын Найто Масааки            |
| 5 | Найто Масатомо (1787—1806) | 内藤政和         | 1802 — 1806    | 従五位下 備後守 | Старший сын Найто Масацугу           |
| 6 | Найто Масаёри (1796—1834)  | 内藤政順         | 1806 — 1834    | 従五位下 備後守 | Сын Найто Масацугу                   |
| 7 | Найто Масаёси (1820—1888)  | 内藤政義         | 1834 — 1862    | 従五位下 能登守 | Сын Ии Наонака                       |
| 8 | Найто Масатака (1852—1927) | 内藤政挙         | 1862 — 1871    | 従五位下 備後守 | Третий сын Оты Сукэмото              |